# Amata caerulescens
Amata caerulescens là một loài bướm đêm thuộc phân họ Arctiinae, họ Erebidae.